# Stol (Karavanke)
Stol (también Veliki Stol) o Hochstuhl, con 2236 m, es una montaña de los Alpes situada a caballo entre Eslovenia y Austria, la más alta de las montañas Karavanke.

## Etimología
El nombre esloveno Veliki Stol, que significa 'gran silla', se deriva de la apariencia visual de la montaña, especialmente cuando se ve desde el este. El nombre alemán Hochstuhl ('silla alta') no se introdujo hasta finales del siglo XIX. En épocas anteriores, la designación alemana era Stou, una derivación fonética del nombre esloveno.

## Geografía
El macizo de Stol se extiende desde Žirovnica en Eslovenia hasta la ciudad comercial austriaca de Feistritz im Rosental en el norte. La cumbre forma parte de la cresta principal de los Karawanks y de la cuenca entre los ríos Sava y Drava. En el norte, las rocas calcáreas del Dachstein caen abruptamente hasta una profundidad de más de 500 m.
El macizo comprende varios subpicos, como el Mali Stol ("Pequeña Silla"), a 2198 m. Al este, la cresta de los Karavanke lleva al monte Vrtača y más abajo al paso de Loibl.

## Ascenso

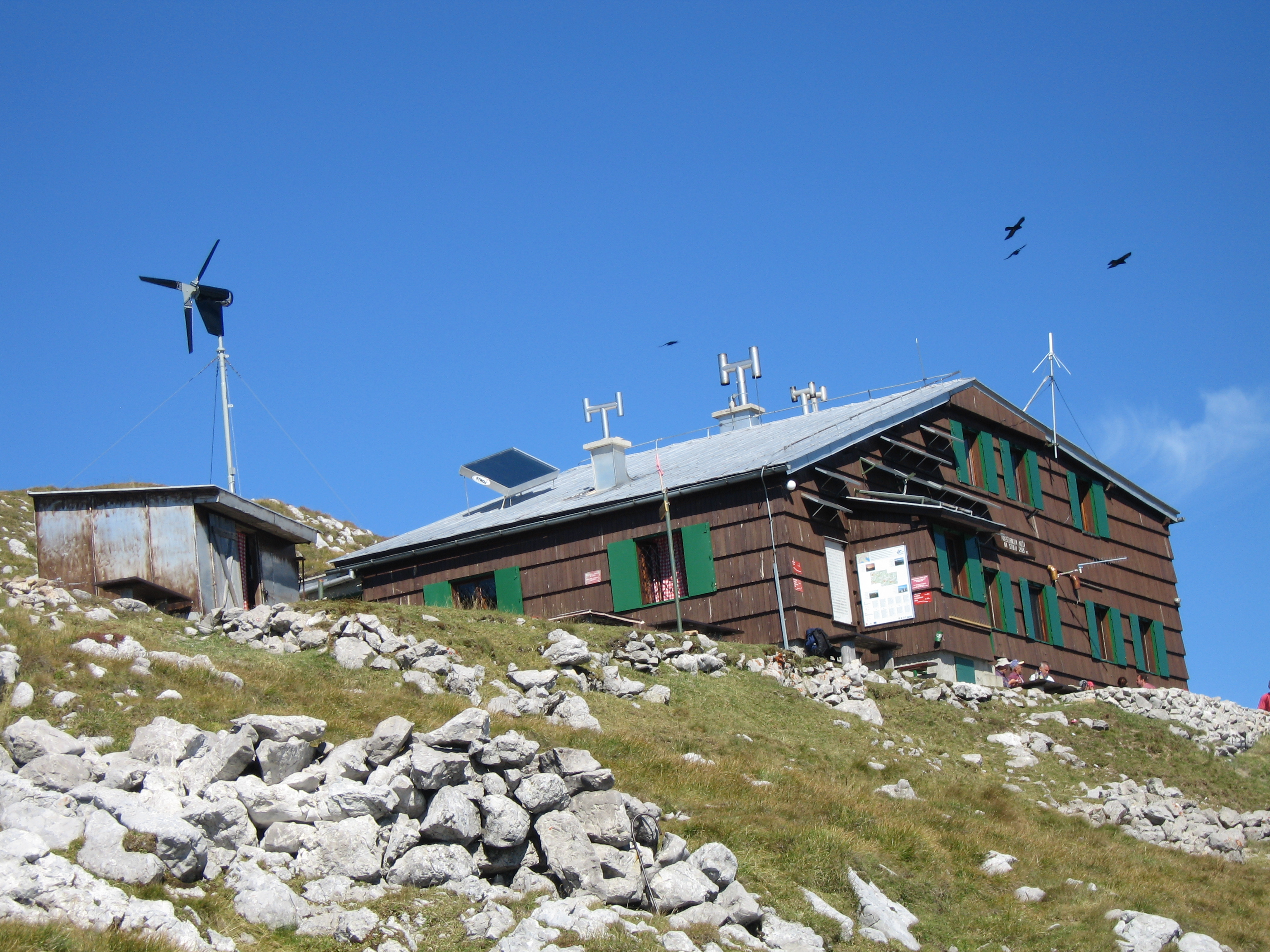
Prešeren Lodge

El primer ascenso de la montaña fue realizado el 17 de agosto de 1794 por el conde y montañista de Carniola Franz von Hohenwart (1771–1844) tras una invitación de Sigmund Zois (1747–1819). El 9 de septiembre de 1906, dos escaladores llegaron por primera vez al pico Stol a través de la empinada cara norte. Un primer refugio de montaña al sur de la cima fue erigido por el Club Turístico Austriaco en 1883 y se llamó Refugio Valvasor. El Refugio Stou, al norte de la cresta principal, fue inaugurado por el Club Alpino Alemán y Austriaco en 1886.
Hoy en día existen numerosas rutas para llegar a la cumbre desde Feistritz, en el lado austriaco, a través del refugio Klagenfurt (Klagenfurter Hütte), construido en 1906, así como rutas desde Žirovnica, en Eslovenia, donde se encuentra el refugio Prešeren (Prešernova koča), inaugurado en 1910, bajo el pico secundario de Mali Stol. Ambos refugios fueron incendiados durante la Segunda Guerra Mundial por los partisanos yugoslavos para evitar que fueran utilizados como campamentos base por los soldados de la Wehrmacht. El refugio de Klagenfurt se reabrió en 1952 con 24 plazas y un dormitorio (Matratzenlager); el de Prešeren se reconstruyó en 1966, y hoy en día está abierto de mediados de junio a mediados de septiembre. Dispone de 45 literas, un aseo y dos comedores con capacidad para 80 personas.
El ascenso de la pendiente empinada de 500 m en la cara norte de la montaña se realiza mediante una vía ferrata ( Klettersteig ) construida por el Club Alpino de Austria en 1966/67, cuyo uso requiere algunas habilidades de montañismo.

## Galería

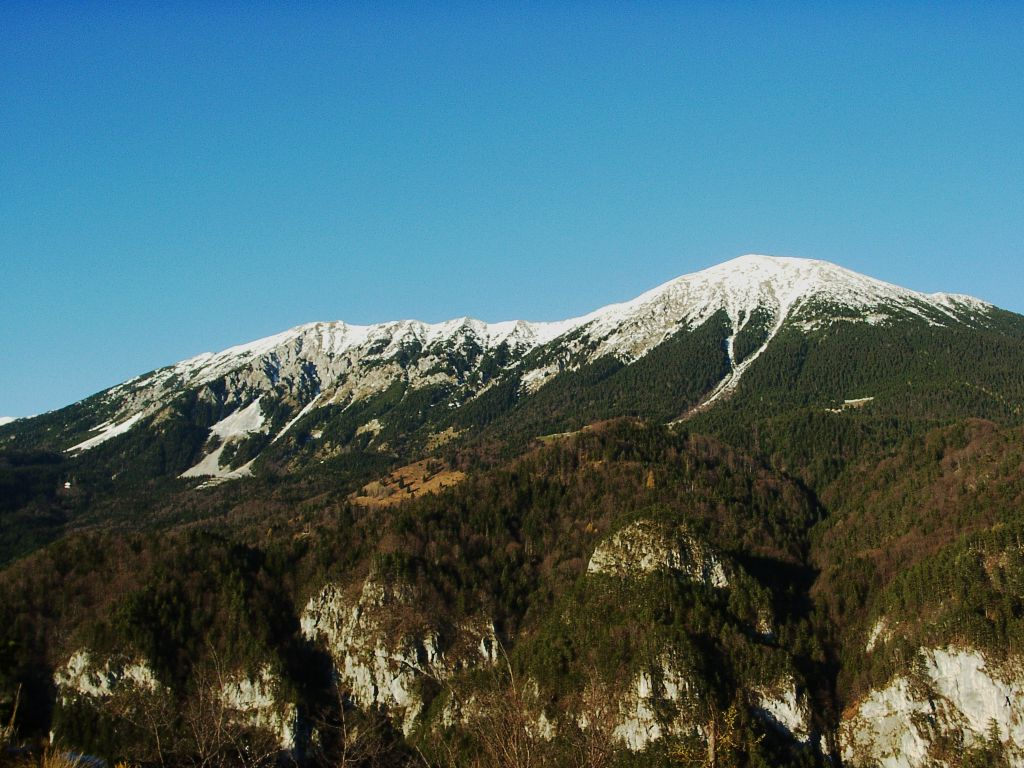
El pico Stol
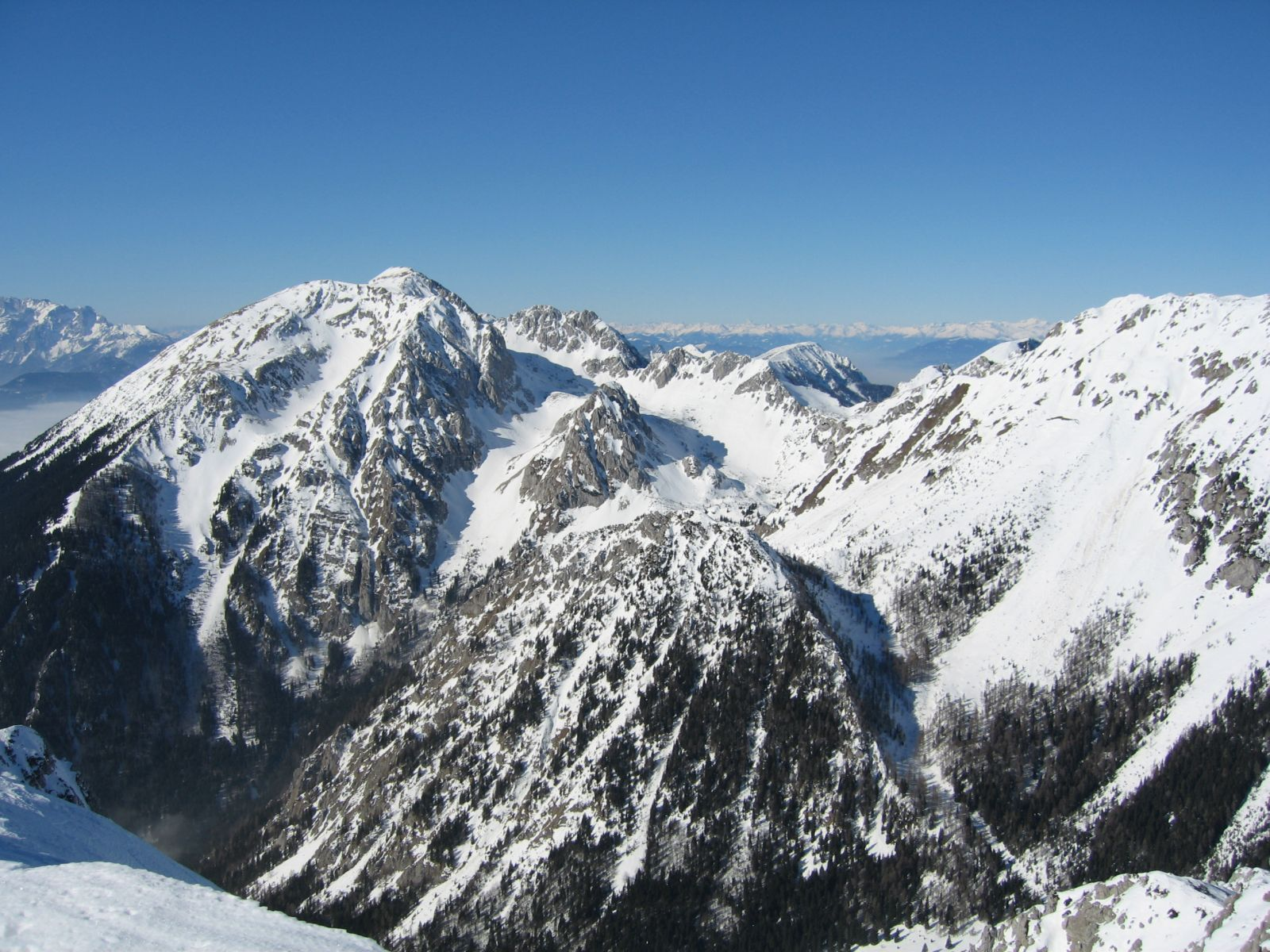
El Stol desde Begunjščica
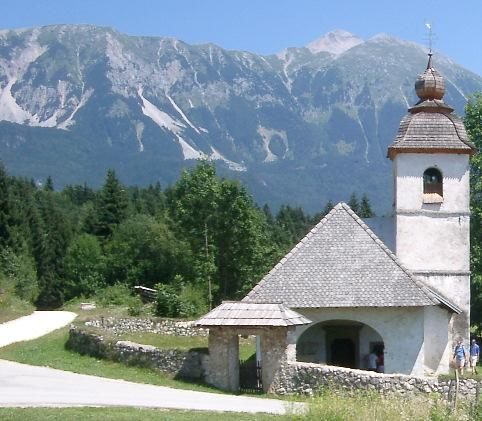
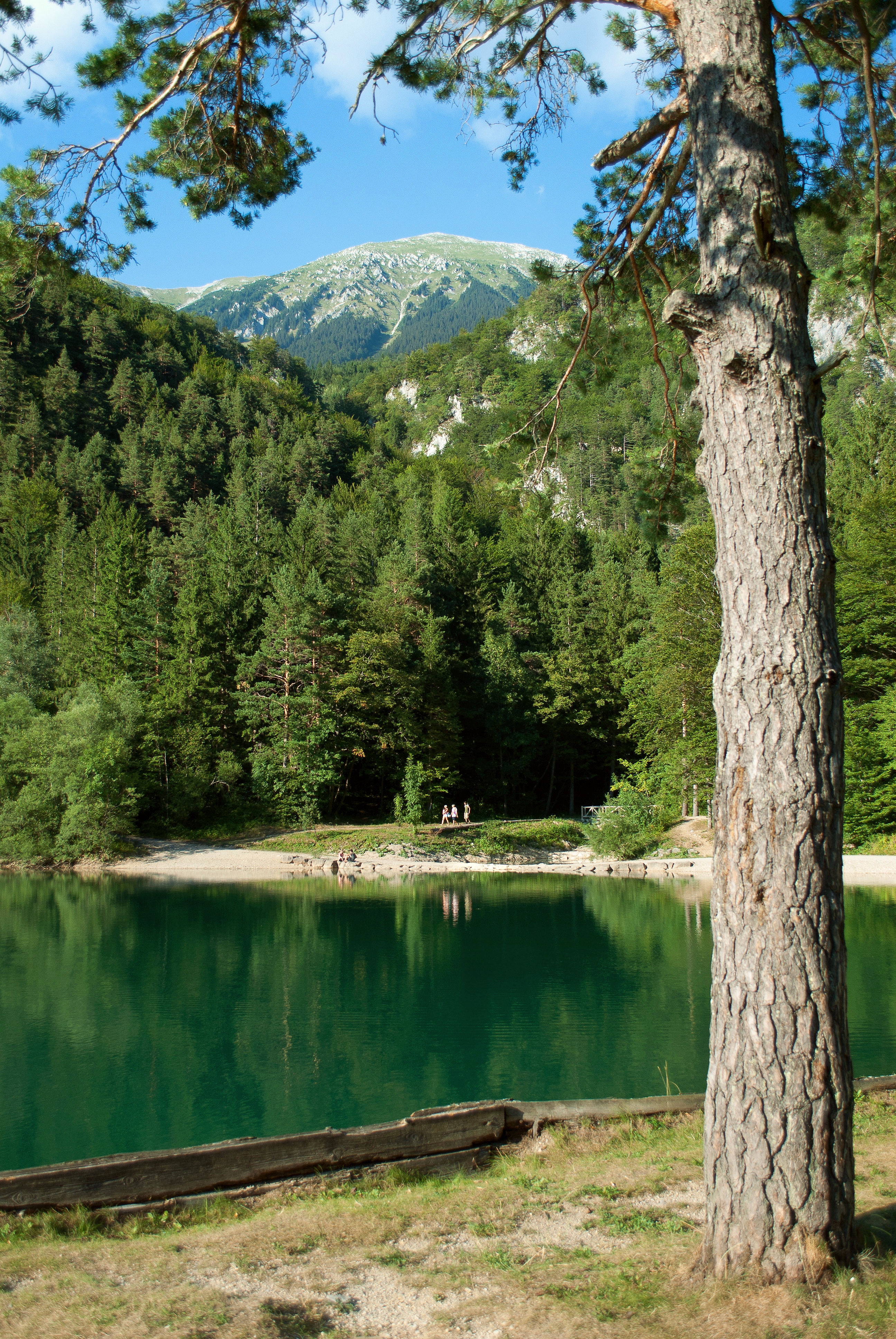